# Iwaniczka Georgiewa
Iwaniczka Petrowa Georgiewa (bułg. Иваничка Петрова Георгиева, ur. 27 sierpnia 1937 w Sewliewie) – bułgarska historyczka i etnolożka, wykładowca Uniwersytetu w Sofii. Autorka pracy Byłgarska narodna mitołogija (1983).

## Życiorys
W 1960 ukończyła studia archeologiczne na Uniwersytecie w Sofii. Po studiach przez dwa lata pracowała w sofijskim Muzeum Ruchu Rewolucyjnego. W 1963 podjęła pracę w Instytucie Etnograficznym Bułgarskiej Akademii Nauk, początkowo jako aspirant, a od 1968 jako pracownik naukowy. W 1968 obroniła pracę doktorską poświęconą kulturze życia codziennego młodzieży robotniczej w mieście Sliwen. W 1984 obroniła pracę doktorską z zakresu historii poświęconą bułgarskiej mitologii narodowej. W 1978 awansowała na stanowisko docenta. Od 1987 profesor na Wydziale Historycznym Uniwersytetu w Sofii. W latach 1990–2000 kierowała katedrą etnologii.
W latach 1970–1976 pełniła funkcję sekretarza Bułgarskiego Stowarzyszenia Historycznego. W 1984 została wyróżniona nagrodą im. Cyryla i Metodego.

## Wybrane publikacje
- 1981: Żenata w sywremennoto byłgarsko seło (wspólnie z D. Moskową)
- 1983: Byłgarska narodna mitołogija (II wydanie 1993)
- 1985: Bulgarian Mythology (ang.)
- 1991: Mitologia bulgara (wł.)